# Dropbox (Band)
Dropbox war eine US-amerikanische Rockband aus New Jersey.

## Geschichte
Im Jahre 2002 machte der Godsmack-Sänger Sully Erna den ehemaligen Godsmack-Gitarristen Lee Richards mit dem Sänger John Kosco bekannt. Richards und Kosco begannen daraufhin, gemeinsam Lieder zu schreiben und gründeten die Band Dropbox. Komplettiert wurde die Band vom Gitarristen Joe Wilkinson und dem Bassisten Jim Preziosa. Dropbox wurden als erste Band von Sully Ernas Plattenlabel Re-Align Records unter Vertrag genommen. Mit dem Produzenten Dave Jerden wurde das selbst betitelte Debütalbum eingespielt. Bei acht der elf Titel saß Sully Erna hinter dem Schlagzeug, während die restlichen Titel von Bob Jenkins eingespielt wurden. 
Das Album Dropbox erschien am 13. April 2004 und erreichte Platz 182 der US-amerikanischen Albumcharts. Die Single Wishbone wurde für das Videospiel Transformers verwendet. Im April 2004 tourten Dropbox zusammen mit Ill Niño im Vorprogramm von Godsmack. Im Sommer 2004 folgte eine weitere Tournee mit Flaw und den Headlinern Drowning Pool. Ebenfalls 2004 traten Kosco und Richards als Gastmusiker auf der Godsmack-EP The Other Side bei dem Lied Touché auf. Drei Jahre später sind beide bei dem Lied Reefer Headed Woman auf der Bonus-DVD der Godsmack-Kompilation Good Times, Bad Times… Ten Years of Godsmack zu sehen.
Im Jahre 2006 lösten sich Dropbox auf. Laut Sänger John Kosco war es schwierig, die Band fortzuführen, da alle Mitglieder weit voneinander entfernt lebten. Kosco und Wilkinson gründeten daraufhin die Band Saint Caine mit dem ehemaligen Bloodsimple-Schlagzeuger Chris Hamilton. Lee Richards gründete im Jahre 2006 mit den Godsmack-Instrumentalisten die Band Another Animal, die ein Jahr später ihr erstes und einziges Album veröffentlichten.

## Stil
Johnny Loftus vom Onlinemagazin Allmusic schrieb, dass Dropbox primär, wenn nicht sogar ausschließlich, von Alice in Chains beeinflusst wurden. Weiterhin zog Loftus Vergleich zu Soundgarden oder Tantric.

## Diskografie
| Jahr | Titel Musiklabel        | Höchstplatzierung, Gesamtwochen, AuszeichnungChartsChartplatzierungen (Jahr, Titel, Musiklabel, Platzierungen, Wochen, Auszeichnungen, Anmerkungen) | Anmerkungen                          |
| Jahr | Titel Musiklabel        | US | Anmerkungen                          |
| ---- | ----------------------- | --- | ------------------------------------ |
| 2004 | Dropbox Realign Records | US182 (1 Wo.)US | Erstveröffentlichung: 13. April 2004 |